# 3544 Borodino
3544 Borodino è un asteroide della fascia principale. Scoperto nel 1977, presenta un'orbita caratterizzata da un semiasse maggiore pari a 2,4015302 UA e da un'eccentricità di 0,2196692, inclinata di 8,90422° rispetto all'eclittica.